# Nicolai Publishing & Intelligence
Nicolai Publishing & Intelligence GmbH (bis 2016 Nicolai Verlag (Nicolaische Verlagsbuchhandlung)) war ein Buchverlag in Berlin.

## Geschichte
Im Jahr 1965 gründete der junge Kaufmann Dieter Beuermann die Nicolaische Verlagsbuchhandlung in Herford in Westfalen. Er übernahm den Namen der Nicolaischen Verlags-Buchhandlung aus Berlin, die von 1713 bis 1944 bestanden hatte. Eine personelle oder strukturelle Beziehung zu diesem Verlag ist nicht bekannt. Beuermann gab Sachbücher zu Nahrungsmitteln, Geschichte und weiteren Themen heraus. 1973 verlegte er den Sitz nach West-Berlin, seit 1983 nannte er sie Nicolaische Verlagsbuchhandlung Beuermann.
1995 verkaufte er sie an die Verlagsgruppe Georg von Holtzbrinck, zeitweise war sie ein Tochterunternehmen des S. Fischer Verlags. 2004 wurde sie vom Verleger Andreas von Stedman übernommen. Die Adresse ist spätestens seit dieser Zeit in der Oranienburger Straße 22.
Im Jahr 2016 kaufte die Medienunternehmerin Christiane zu Salm den Verlag. Sie benannte ihn in Nicolai Publishing & Intelligence um.
Im Juni 2023 wurde der Verlag mit der CsZ GmbH verschmolzen und ist als eigenständiger Verlag erloschen.